# Nico Antonitsch
Nico Antonitsch, född 30 september 1991 i Wien, är en österrikisk fotbollsspelare (försvarare) som bland annat spelat för FC Ingolstadt 04 och SV Ried.